# Nybergsund
Nybergsund este o localitate din comuna Trysil, provincia Hedmark, Norvegia, cu o suprafață de 0,54 km² și o populație de 353 locuitori (2013).